# Stadhouderskade 116-122
Stadhouderskade 116-122 is een complex aan de Stadhouderskade/Singelgracht te Amsterdam-Zuid, De Pijp.
Het complex bestaat uit zeven woon/winkelhuizen gelegen tussen:
- ten noorden: Stadhouderskade;
- ten oosten: Van Woustraat, bij de bouw nog Verlengde Westeinde
- ten zuiden: Gerard Doustraat tijdens de bouw
- ten westen: Nicolaas Berchemstraat, tijdens de bouw dwarsstraat van Gerard Doustraat.

## Geschiedenis
Het blok zou oorspronkelijk dienen tot zeven woonhuizen, maar in de loop der tijden hebben de hoekpanden 116 en 122 een bedrijfsmatige bestemming gekregen. Het complex is waarschijnlijk van de hand van makelaar Wilhelmus Johannes van Berkum. Zijn naam is alleen te verbinden met de nummers 116, 117 en 121, maar het complex is in symmetrie gebouwd dus verwacht mag worden, dat de andere gebouwen ook uit zijn pen kwamen, dan wel van zijn collegae J.Mensink en C.J, Rikke. De gebouwen in electische bouwstijl vormen een opvallend “blok” in de bebouwing van de Stadhouderskade in de zin dat ze aaneen en in dezelfde stijl zijn gebouwd. Het blok dateert van rond 1877 en is sinds de bouw vrijstaand. Noch de gebouwen aan de Van Woustraat, noch die aan de Nicolaas Berchemstraat zijn tegen dit blok aangebouwd. Men wist kennelijk niet wat men aan moest met dat laatste stukje Gerard Doustraat, er is in 2016 nog altijd een (weliswaar afgesloten) doorgang.
De gebouwen, waarin woonhuizen, winkels en kantoren zijn gevestigd, zijn in 2016 enigszins verzakt. Het gebied ten noorden en oosten zijn grote verkeersaders geworden, die steeds aangepast moesten worden aan het verkeersaanbod. Bovendien werd in 1968 de voor de deur liggende Paleis voor Volksvlijtbrug vernieuwd. In de eerste jaren van de 21e eeuw zijn er werkzaamheden aan de fundering verricht.

## Gebruik
De hoekpanden worden in 2016 als winkel gebruikt, de rest als woningen, kantoor.
Het gebruik in het verleden:
- 116: Onder de vroege gebruikers bevond zich N.J. Verkruisen, een handel in piano’s en orgels. Deze vestigde zich hier in 1895, maar vertrok waarschijnlijk rond 1986, een concurrent van G.A. Goldschmeding. Hijzelf was vader van de organist Niek Verkruisen. In 2016 is er een spreienboektiek gevestigd
- 117: vanaf de jaren vijftig tot en met een deel van de jaren tachtig is Hotel Mary hier gevestigd geweest
- 118: diende tot kantoor van makelaars en de Credietvereeniging.
- 119 en 120 kenden enige tijd een huisartsenpraktijk
- 121: hier was enige tijd het collectebureau van de S.A.Rudelsheim-stichting voor zwakzinnige kinderen gevestigd.
- 122: hier was ook een huisarts te vinden, maar in 2016 is de Sleutelkluis er gevestigd.

## Aannemer
Wilhelmus Johannes van Berkum (Arnhem, 11 april 1814 – Amsterdam, 28 januari 1885) was aannemer/makelaar in Amsterdam gevestigd aan de Weteringschans 71. Zijn broer Johannes Christianus van Berkum, getrouwd met Julie Adelaïde Gerarda Wormulding, was ook aannemer. W.J. van Berkum dempte bijvoorbeeld in 1878 het stukje Nieuwe Prinsengracht om het Panormagebouw (in 1935 alweer gesloopt) te kunnen bouwen naar een ontwerp van Isaac Gosschalk. In 1845 huwde hij Elisabeth Adriana Westers (Woerden ca. 1821-7 oktober 1878); het echtpaar kreeg een aantal kinderen, van wie er één doodgeboren ter wereld kwam (1861) en Helena Wilhelmina, een van een tweeling, die op zesjarige leeftijd overleed in 1864. 
Oost ·
160 ·
158 ·
157 ·
156 ·
155 ·
151-154 ·
149-150 ·
145-146 ·
142-144 ·
140-141 ·
137-139 ·
135-136 ·
130-134 ·
129 ·
128 ·
125-127 ·
123-124 ·
116-122 ·
115 ·
110-113 ·
100-101 ·
97 ·
95-96 ·
93-94 ·
92 ·
91 ·
89-90 ·
87-88 ·
86 ·
85 ·
84 ·
82-83 ·
78-79 ·
77 ·
Heineken Brouwerij ·
74 ·
72-73 ·
69-70 ·
68 ·
67 ·
65-66 ·
64 ·
62-63 ·
60-60a ·
58-59 ·
56-57 ·
Willemshuis ·
Van Nispenhuis ·
Kapel van Sint Josephs Gezellen-Vereeniging ·
54 ·
52-53 ·
47-49 ·
Carel Willinkplantsoen ·
Polderhuis ·
Ruysdaelkade 2-4 ·
Judith Leysterbrug ·
42 (Rijksmuseum) ·
40-41 ·
31-35 ·
30 ·
29 ·
Park Centraal Amsterdam ·
Stedemaagd (Vondelpark) ·
Byzantium ·
Koepelkerk ·
12 (Marriott) ·
Persilhuis ·
7 ·
5 ·
3 ·
1 ·
West